# زيكي دومبروفسكي
زيكي دومبروفسكي (بالإنجليزية: Zeke Dombrowski)‏ هو لاعب كرة قدم أمريكي في مركز الوسط، ولد في 27 يوليو 1986 في هالس كورنرز في الولايات المتحدة. لعب مع Milwaukee Panthers men's soccer ‏.